# Kathleen Depoorter
Kathleen Depoorter, née le 5 septembre 1971 à Bruges, est une femme politique belge, membre de la Nieuw-Vlaamse Alliantie (N-VA).

## Biographie
Kathleen Depoorter nait le 5 septembre 1971 à Bruges.
Aux élections législatives fédérales de 2019, Kathleen Depoorter est élue à la Chambre des Représentants. Elle est réélue en 2024.